# Ibrahim Cissé (chercheur)
Pour les articles homonymes, voir Ibrahim Cissé et Cissé.
Ibrahim I. Cissé est un biophysicien nigérien. il est actuellement directeur à l'
Institut Max-Planck d'immunobiologie et d'épigénétique. Auparavant, il était professeur de physique à l'Institut de technologie de Californie et professeur de physique et de biologie au Massachusetts Institute of Technology. Il a reçu plusieurs prix pour ses travaux dont la bourse Mac Arthur en 2021. Il travaille sur l'imagerie en super-résolution de cellules vivantes et la caractérisation de molécules uniques.

## Biographie
Ibrahim I. Cissé est né à Niamey, au Niger. Enfant, il pensait qu'il travaillerait dans le cabinet d'avocats de son père. Il s'est intéressé à la science à travers les films hollywoodiens. À Niamey, il avait peu l'occasion de pratiquer la science car son école n'avait pas de laboratoire. Il souhaitait partir en Amérique pour étudier et termina ses études secondaires avec deux ans d'avance. Il déménagea aux États-Unis à l'âge de 17 ans pour poursuivre des études en physique à l'université du centre de la Caroline du Nord, et il obtint son diplôme en 2004. Au cours de son diplôme de premier cycle, le physicien Carl Wieman l'encouragea à postuler pour une bourse, et il passera un été à l'Université de Princeton à travailler sur la physique de la matière condensée. Au cours de ce projet d'été sous la tutelle de  Paul Chaikin, il examina la façon dont les bonbons M&M s'agencent en petit volume. Cissé a appris à utiliser diverses techniques, comme l'imagerie par résonance magnétique, pour étudier les paquets pleins à craquer, mais eut une approche bien plus simple - peindre les bonbons et analyser combien de fois ils se sont entrechoqués ; ce travail donna lieu à une publication dans la revue Science. Il déménagea à Urbana dans l'Illinois pour ses études supérieures et obtint en 2009 son doctorat à l'Université de l'Illinois à Urbana-Champaign sous la supervision du biophysicien Taekjip Ha. Après avoir obtenu son doctorat, Cissé rejoint l'École Normale Supérieure de Paris en tant que titulaire d'une bourse Pierre Gilles de Gennes, au sein des laboratoires de Maxime Dahan (physicien) et de Xavier Darzacq (biologiste). Il fut par la suite titulaire d'une bourse de l'Organisation européenne de biologie moléculaire. À Paris, Cissé mis au point la technique de microscopie unicellulaire de localisation photoactivée corrélée dans le temps (tcPALM), permettant des mesures in vitro résolues dans le temps. Cissé utilisa cette technique d'imagerie pour démontrer que l'ARN polymérase II forme des grappes qui se déstructurent une fois leur travail terminé. Avant ses découvertes, il était supposé que les ARN polymérases étaient stables. 

### Recherche et carrière
Ibrahim Cissé retourne aux États-Unis en 2013 en tant qu'assistant de recherche au prestigieux Howard Hughes Medical Institute, où il travailla au Janelia Research Campus,. Cissé est nommé professeur au département de physique du Massachusetts Institute of Technology en 2014. Il utilise la microscopie à super-résolution pour comprendre comment les gènes sont activés et désactivés. L'activation des gènes implique la transcription des informations de l'ADN en molécules d'ARN. Cette transcription fait intervenir l'enzyme ARN polymérase. 
Cissé a utilisé la technique d'imagerie PALM transitoire pour démontrer que la durée de vie d'un amas d'ARN polymérases a un impact sur le nombre de messages ARN envoyés par un gène. Il a demontré que des amas d'environ 100 ARN polymérases se forment pendant environ dix secondes à proximité des sites d'activation des gènes. Il a étudié des molécules de protéines dans des cellules souches embryonnaires de souris. Pour ce faire, Cissé a marqué ces protéines avec des émetteurs fluorescents avant de les étudier au microscope. Son expérimentation a démontré que les protéines impliquées dans l'activation des gènes se condensent en gouttelettes non-miscibles avant de commencer à copier l'ADN en ARN.
Le 8 septembre 2020, la fondation Vilcek a annoncé qu'Ibrahim Cissé était le lauréat du prix Creative Promise in Biomedical Science Vilcek 2021, pour avoir utilisé l'imagerie biologique à super-résolution permettant de visualiser directement la nature dynamique de l'expression génétique dans les cellules vivantes,.
Cissé a été titularisé au MIT en 2020.
En 2021, Cissé est nommé professeur de physique à l'institut californien de recherche et rejoint l'Institut Max-Planck d'immunobiologie et d'épigénétique en tant que directeur.

## Prix et distinctions
- 2014 : Prix d'innovation  des National Institutes of Health[15]
- 2017 : Prix Horiba du jeune chercheur en fluorescence de la Biophysical Society [16]
- 2017 : Pew spécialiste en sciences biomédicales [17]
- 2018 : Science News SN10 : Scientifiques à suivre[18],[1].
- 2021 : Vilcek Prize pour Creative Promise in Biomedical Science
- 2021 : MacArthur Fellowship